# Charkhari
Charkhari (o Maharajnagar) è una suddivisione dell'India, classificata come municipal board, di 23.823 abitanti, situata nel distretto di Mahoba, nello stato federato dell'Uttar Pradesh. In base al numero di abitanti la città rientra nella classe III (da 20.000 a 49.999 persone).

## Geografia fisica
La città è situata a 25° 23' 60 N e 79° 45' 0 E e ha un'altitudine di 183 m s.l.m..

## Società

### Evoluzione demografica
Al censimento del 2001 la popolazione di Charkhari assommava a 23.823 persone, delle quali 12.649 maschi e 11.174 femmine. I bambini di età inferiore o uguale ai sei anni assommavano a 3.908, dei quali 2.093 maschi e 1.815 femmine. Infine, coloro che erano in grado di saper almeno leggere e scrivere erano 13.841, dei quali 8.622 maschi e 5.219 femmine.